# Darren Anthony Thomas
Darren Anthony Thomas (* in Brooklyn, New York City, New York) ist ein US-amerikanischer Schauspieler und Synchronsprecher.

## Leben
Thomas wurde im New Yorker Stadtbezirk Brooklyn als Sohn eines Musikantenehepaares geboren. Über erste Projekte in Brooklyn und Upstate New York ging er schließlich nach Los Angeles. Erste Spielfilmrollen hatte er 2007 in Be Easy und Cannibals – Welcome to the Jungle. Nach Besetzungen in Kurzfilmen und der Fernsehserie Notruf 911 – Lebensretter am Telefon spielte er 2009 im Fernsehzweiteiler The Storm – Die große Klimakatastrophe mit. Eine größere Rolle übernahm er im Actionfilm 200 MPH als Kayce. Im selben Jahr erhielt er weitere Rollenbesetzungen in den ebenfalls vom Filmstudio The Asylum produzierten Filmen Eiszeit – New York 2012, Born Bad und 3 Musketeers. Eine größere Rolle hatte er 2012 in Flight 23 – Air Crash als Major Eric Lewis inne. Es folgten Fernsehfilmproduktionen wie Layover, Bad Girls und American Warships 2. Von 2014 bis 2015 stellte er in insgesamt neun Episoden der Fernsehserie AboveGround die Rolle des Bill T. dar. 2016 spielte er in den beiden Kurzfilmen The Autopsy of Jesus Christ und From Where the Opera Sings mit. Nach mehrjähriger Pause war er erst wieder 2024 in L.A. Minute als Filmschauspieler zu sehen.

## Filmografie (Auswahl)
- 2007: Be Easy
- 2007: Cannibals – Welcome to the Jungle (Welcome to the Jungle)
- 2008: Love (Kurzfilm)
- 2008: Birth (Kurzfilm)
- 2008: Notruf 911 – Lebensretter am Telefon (Call 911, Fernsehserie, 2 Episoden, verschiedene Rollen)
- 2009: The Storm – Die große Klimakatastrophe (The Storm, Fernsehzweiteiler)
- 2009: Heist
- 2009: True Blue (Kurzfilm)
- 2010: Famous Crime Scene (Fernsehdokuserie, Episode 1x07)
- 2011: 200 MPH (200 M.P.H.)
- 2011: Duck (Kurzfilm)
- 2011: Eiszeit – New York 2012 (2012: Ice Age)
- 2011: Born Bad
- 2011: 3 Musketeers
- 2011: 1313: Giant Killer Bees!
- 2011: The Power of Elle (Kurzfilm)
- 2011: The Other Side
- 2012: Flight 23 – Air Crash (Air Collision)
- 2012: Corre (Run) (Kurzfilm)
- 2012: Layover (Fernsehfilm)
- 2012: Bad Girls (Fernsehfilm)
- 2013: Legit (Fernsehserie, Episode 1x07)
- 2013: Suckers Last Chance (Kurzfilm)
- 2014: American Warships 2 (Bermuda Tentacles, Fernsehfilm)
- 2014: The Visitor
- 2014: Knock ’em Dead
- 2014–2015: AboveGround (Fernsehserie, 9 Episoden)
- 2016: The Autopsy of Jesus Christ (Kurzfilm)
- 2016: From Where the Opera Sings (Kurzfilm)
- 2024: L.A. Minute

## Synchronisationen (Auswahl)
- 2011: Supremacy MMA (Computerspiel)